# Amo jezik
Amo jezik (amon, among, ba, timap; ISO 639-3: amo), jedini i istoimeni jezik podskupine amo, šire skupine istočnih kainji jezika, kojim govori 12 300 ljudi (2000) u nigerijskim državama Plateau i Kaduna. 
Pripadnici etničke grupe zovu se Amap, a naziv za jezik je timap. Piše se na latinici.

## Vanjske poveznice
- Ethnologue (14th)
- Ethnologue (15th)